# Karol Korpáš
Karol Korpáš (7. července 1961 – 31. října 2012) byl slovenský fotbalový brankář.

## Fotbalová kariéra
V československé lize hrál za Tatran Prešov. V československé lize nastoupil v 57 utkáních. Dále hrál za LB Spišská Nová Ves.

## Ligová bilance
| Ročník                                   | Zápasy | Góly | Klub          |
| ---------------------------------------- | ------ | ---- | ------------- |
| 1. československá fotbalová liga 1984/85 | 19     | 0    | Tatran Prešov |
| 1. československá fotbalová liga 1985/86 | 11     | 0    | Tatran Prešov |
| 1. československá fotbalová liga 1986/87 | 14     | 0    | Tatran Prešov |
| 1. československá fotbalová liga 1987/88 | 13     | 0    | Tatran Prešov |
| CELKEM 1. liga                           | 57     | 0    |               |